# Orgères-en-Beauce
 Orgères-en-Beauce  es una población y comuna francesa, en la región de  Centro, departamento de Eure y Loir, en el distrito de Châteaudun. Es el chef-lieu y mayor población del cantón de Orgères-en-Beauce.

## Demografía
| 749 | 856 | 987 | 1052 | 1054 | 1024 |
| Para los censos de 1962 a 1999 la población legal corresponde a la población sin duplicidades (Fuente: INSEE [Consultar]) |     |     |      |      |      |